# Complexe Oroville–Thermalito

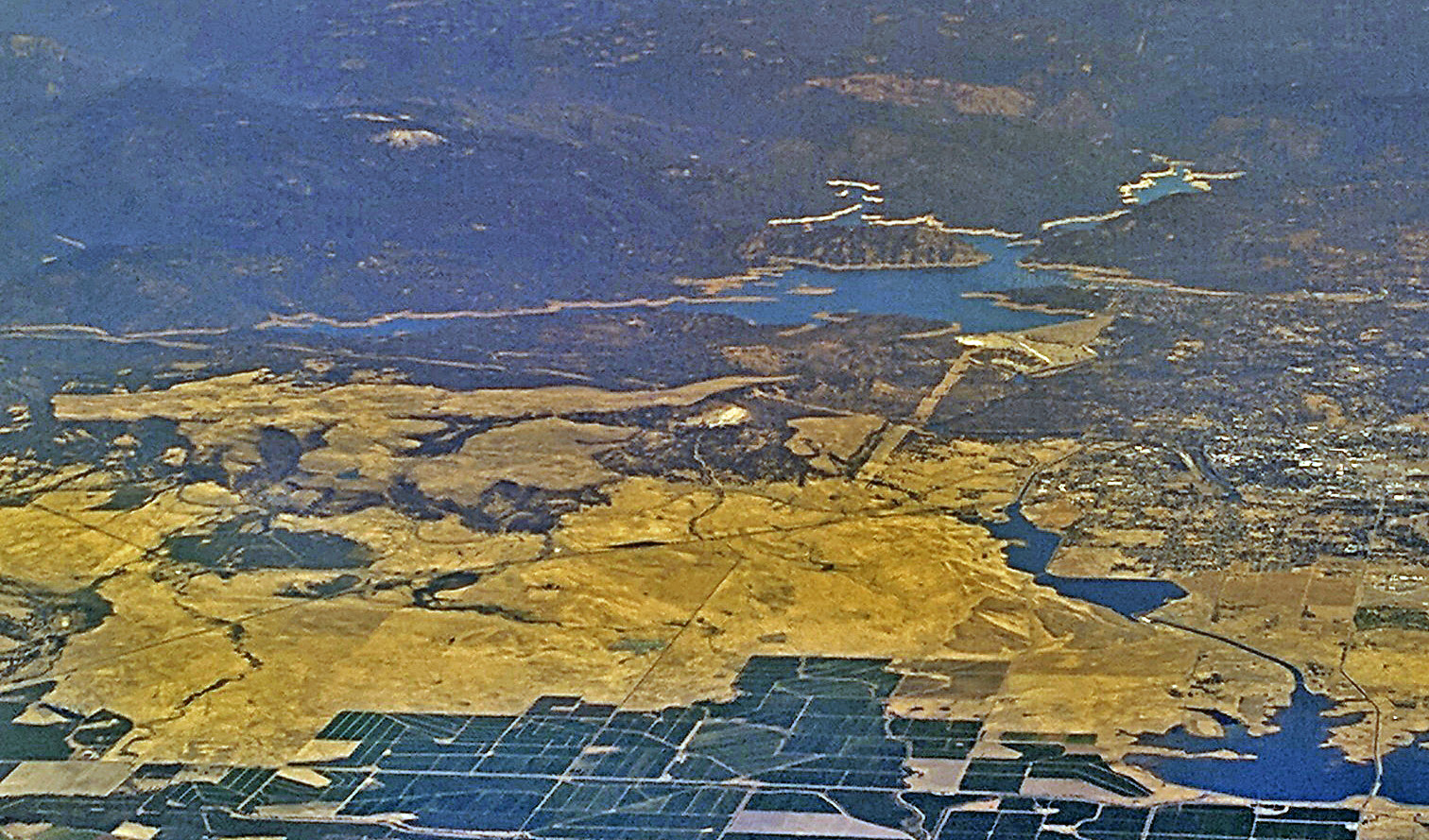
Vue aérienne de l'ouest montrant le lac d'Oroville, le barrage d'Oroville, le Le bassin de mise en charge et le baassin aval Thermalito.

Le complexe Oroville–Thermalito est un groupe de réservoirs, de structures et d'installations situés dans et autour de la ville d'Oroville dans le comté de Butte, en Californie. Le complexe sert non seulement de système régional d'adduction et de stockage de l'eau, mais constitue la base et peut-être la partie la plus vitale du State Water Project, projet du California Department of Water Resources.

## Contexte

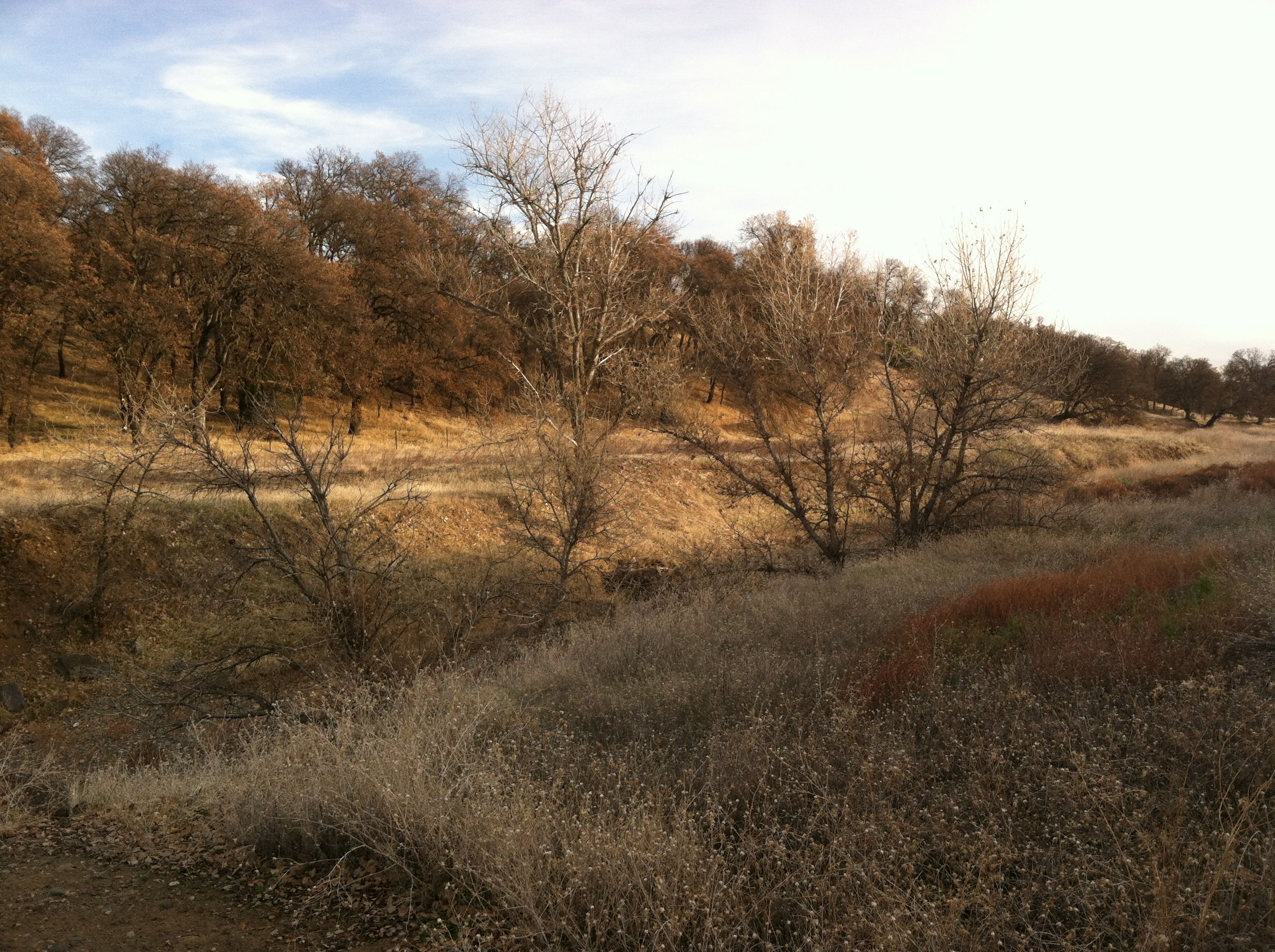
Ruisseau séché au large de Thermalito Forebay.

Le complexe Oroville–Thermalito fut conçu comme un système efficace de stockage et de transport d'eau et d'électricité. Tous les réservoirs et canaux, combinés, stockant environ 4,47 km3 lorsqu'ils sont à capacité maximale, et génèrant de l'énergie à partir des rejets effectués par Hyatt Powerplant et deux autres centrales à proximité de Thermalito. Un barrage spécial à poissons fut construit pour conduire le saumon et la truite arc-en-ciel, retournant frayer, dans l'écloserie de la rivière Feather.
L'Office of Environmental Health Hazard Assessment  de Californie(OEHHA)a élaboré un avis de sécurité alimentaire pour les poissons capturés dans bassin de mise en charge (Thermalito Forebay) et le bassin aval (Afterbay) en fonction des niveaux de mercure ou de PCB trouvés dans les espèces locales.
L'eau libérée du lac Oroville est utilisée pour produire de l'électricité via la centrale électrique Hyatt, située dans le substrat rocheux sous et à l'intérieur du noyau du barrage d'Oroville. L'eau peut entrer dans la rivière Feather via la centrale électrique du barrage de dérivation (Thermalito Diversion Dam Powerplant) et via les 14 portes de déversement radiales du barrage de dérivation ou jusqu'à 480 m3/s peuvent être détournés dans le canal usinier de Thermalito (Thermalito Power Canal) .
De là, l'eau pénètre dans le Thermalito Power Canal et se jette dans bassin de mise en charge (Thermalito Forebay). À la fin du bassin de mise en charge, l'eau pénètre dans le bassin aval (Thermalito Forebay) par le biais de la centrale de pompage-turbinage (Thermalito Pumping–Generating Plan) qui produit de l'électricité. La centrale peut également pomper de l'eau dans le lac pour être réutilisée pour la production d'électricité dans le Hyatt Powerplant si nécessaire.

## Composition

### Lac d'Oroville
39°33′22″N 121°27′06″W / 39.55611°N 121.45167°W
Le lac Oroville est le deuxième plus grand réservoir de Californie et stocke les eaux de ruissellement hivernales et printanières qui sont rejetées dans la rivière Feather à intervalles contrôlés pour répondre aux besoins du projet. Il fournit également une capacité de stockage par pompage, 930 000 000 m3 de stockage de contrôle des crues, de loisirs et de rejets d'eau douce pour contrôler l'intrusion de salinité dans le delta de Sacramento-San Joaquin; et pour la protection des poissons et de la faune. Le lac est peut-être la plus importante de toutes les installations du complexe Oroville, car il sert de source d'eau à l'ensemble du State Water Project.
Le lac Oroville a un stockage opérationnel maximal de 4 363 540 000 m3. Le lac a une superficie d'eau de 64,0 km2 , une élévation maximale de la surface de l'eau de 275 m et 167 milles de rivage.

### Barrage et déversoir d'Oroville

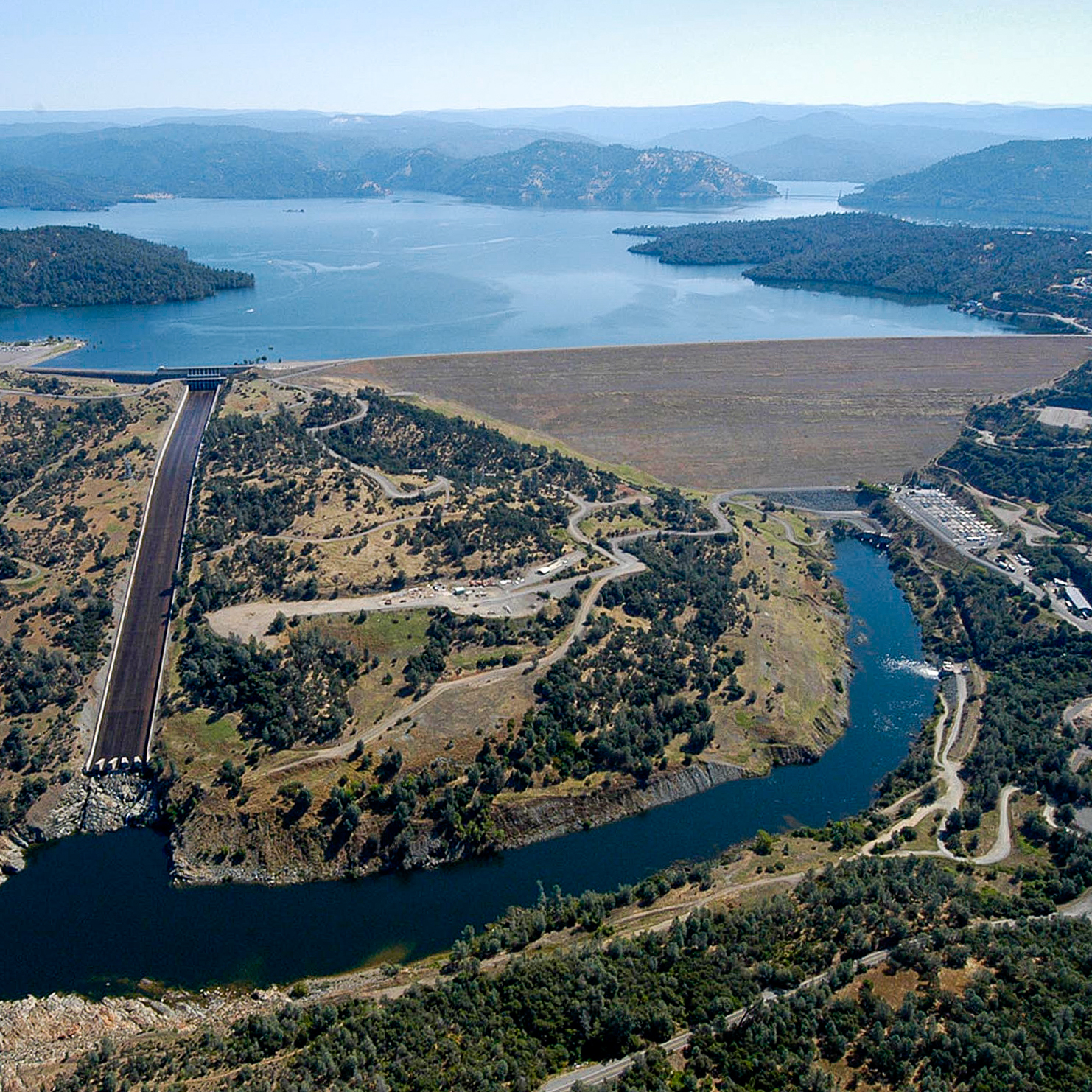
Photo aérienne du lac Oroville, du barrage d'Oroville, du déversoir et de la rivière Feather

Le barrage d'Oroville est le plus haut et le plus grand barrage des États-Unis. Achevé en 1968, il mesure 230 m haut avec une longueur de crête (sommet du barrage) de 6 920 pieds (2 109 mètres) long. Plus de 80 millions de mètres cubes de matériaux furent nécessaires pour construire le barrage. Il y a dans le barrage d'Oroville suffisamment de matériaux pour construire une autoroute à deux voies autour de la terre. Le barrage d'Oroville  fut nommé par la California Society of Professional Engineers, l'une des « seven wonders of engineering » en Californie en 1967.
Le noyau interne du barrage est une fine couche de matériau argileux qui résiste aux infiltrations . Les résidus du dragage de l'or, le sable et le gravier provenant des opérations de dragage de la ruée vers l'or du début du XXe siècle le long de la rivière Feather, constituent le reste du barrage d'Oroville. Sous le barrage, une caverne géante presque aussi grande que le Capitole de l'État de Californie fut creusée pour abriter six unités de production d'électricité. Couplées à quatre unités supplémentaires dans la centrale de pompage-turbinage de Thermalito (Thermalito Pumping–Generating Plant), elles produiront annuellement plus de 2,8 milliards de kilowattheures d'énergie.

### Edward Hyatt Powerplant
39°32′01″N 121°29′07″W / 39.53361°N 121.48528°W
Située dans la roche dans la culée gauche près de l'axe du barrage Oroville, la centrale électrique Edward Hyatt est une centrale hydroélectrique souterraine de pompage. La construction de l'usine commença en 1964 et s'acheva en 1967.
Hyatt Powerplant maximise la production d'électricité grâce à une opération de pompage-stockage où l'eau, libérée pour produire de l'électricité au-delà des besoins locaux et en aval, est renvoyée au stockage dans le lac Oroville pendant les périodes creuses, et est utilisée pour la production pendant les demandes de puissance de pointe. L'eau du lac est acheminée vers les unités par des conduites forcées et des embranchements. Après avoir traversé les unités, l'eau est évacuée à travers les tubes de tirage vers une surface libre et un tunnel de fuite à plein débit.
L'installation fut nommée en l'honneur d'Edward Hyatt, qui était ingénieur d'État (1927-1950) de la Division des ressources en eau du ministère des Travaux publics. La Division était le prédécesseur du Département des ressources en eau (Department of Water Resources).

### Piscine Thermalito Diversion
39°32′33″N 121°32′37″W / 39.54250°N 121.54361°W
La piscine de dérivation Thermalito, en tandem avec le barrage de dérivation, sert à créer un réservoir d'eau inférieur pour le Hyatt Powerplant, juste autour du virage à l'est, à la base du barrage d'Oroville. La piscine de dérivation sert également de bassin de mise en charge lorsque Hyatt Powerplant réinjecte de l'eau dans le lac Oroville et offre des possibilités de loisirs.

### Barrage de dérivation Thermalito
39°31′43″N 121°32′41″W / 39.52861°N 121.54472°W
Situé à l'extrémité sud du réservoir de dérivation (et de retenue), le barrage de dérivation Thermalito peut soit détourner l'eau vers l'ouest dans le canal électrique Thermalito pour la production d'électricité à la centrale de pompage-turbinage à l'extrémité arrière du bief Thermalito., ou peut libérer le débit directement, au sud, dans la rivière Feather. Le barrage de dérivation mesure 143 pieds de haut et a une longueur de crête de 1 300 pieds (396,24 m) .

### Centrale électrique du barrage de dérivation Thermalito
39°31′44″N 121°32′48″W / 39.52889°N 121.54667°W
La centrale électrique du barrage de dérivation Thermalito est située sur barrage de dérivation Thermalito en dessous de la culée gauche du barrage. La centrale produit de l'électricité à partir de l'eau rejetée dans la rivière Feather pour maintenir l'habitat des poissons entre le barrage de dérivation et la sortie de la rivière bassin aval (Thermalito Afterbay). Il fut construit en 1985 et achevé en 1987. La centrale électrique dispose d'une unité de production d'une puissance installée de 3,3 MW et d'un débit maximal de 17,4 m3/s[réf. nécessaire].

### Thermalito Power Canal
39°31′52″N 121°33′55″W / 39.53111°N 121.56528°W

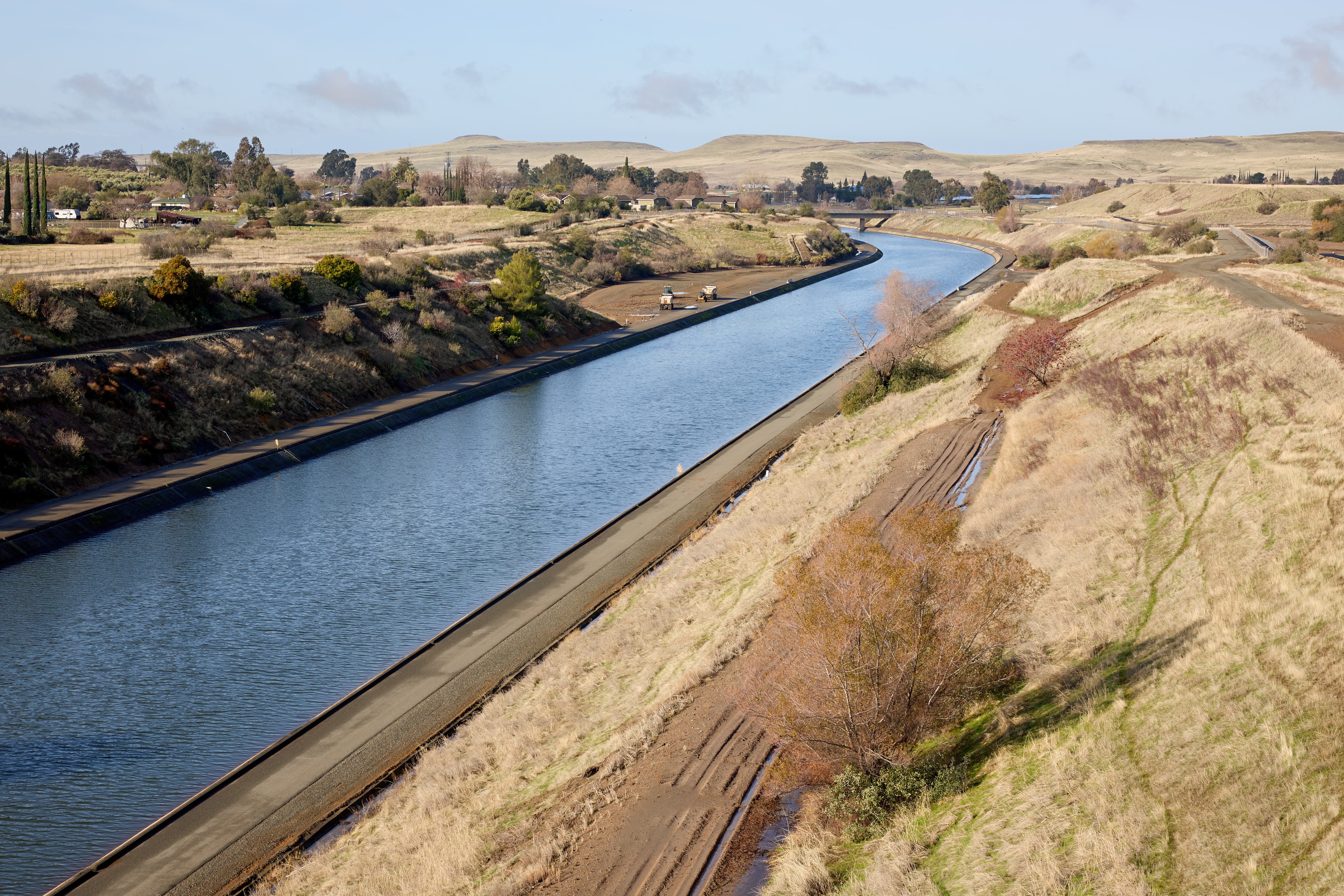
Le Thermalito Power Canal en 2024

Le canal usinier de Thermalito est un canal 70 360 000 m3revêtu de béton orienté est-ouest qui s'étend d'un ouvrage de tête qui fait partie du barrage de dérivation Thermalito, au bassin de mise en charge Thermalito (Thermalito Forebay). Il transporte l'eau dans les deux sens entre Thermalito Diversion Dam et Thermalito Forebay, pour le pompage et la production d'électricité à la centrale électrique Hyatt et la centrale de pompage-turbinage Thermalito. La construction du canal commenca en 1965 et s'acheva en 1967. Le canal usinier a un débit de production maximal de 480 m3/s avec un débit de pompage maximal de 250 m3/s.

### Thermalito Forebay
39°28′12″N 121°40′30″W / 39.47000°N 121.67500°W
Le bassin de mise en charge Thermalito est un réservoir hors cours d'eau contenu par le barrage Thermalito à l'est et au sud et passant par Campbell Hills au nord et à l'ouest. Il est situé à environ quatre miles (6 km) à l'ouest d'Oroville. Le réservoir amont achemine les flux de turbinage et de pompage entre le canal usinier de Thermalito et la centrale électrique Thermalito, fournissant un stockage réglementaire et un amortissement des surtensions pour le complexe électrique Hyatt–Thermalito, et servant de zone de loisirs. Le bassin de mise en charge Thermalito a une capacité de stockage maximale de 14 520 000 m3, une superficie d'eau de 2,5 km2 en stockage maximal, et un rivage de 10 milles (au stockage opérationnel maximal). La construction du Forebay commença en 1965 et s'acheva en 1968.

### Thermalito Pumping–Generating Plant
39°30′55″N 121°37′45″W / 39.51528°N 121.62917°W
La centrale hydroélectrique à réserve pompée de Thermalito est une caractéristique principale de la centrale d'Oroville-Thermalito. L'installation est exploitée en tandem avec les Thermalito Diversion Dam Powerplant et Hyatt Powerplant pour produire de l'électricité. L'eau libérée pour la production d'électricité au-delà des besoins locaux et en aval est conservée par une opération de repompage pendant les heures creuses par les deux centrales électriques dans le lac Oroville pour être ensuite libérée pour la production d'électricité pendant les périodes de demande de pointe. La Centrale comprend 4 unités: 1 unité de production et 3 unités de pompage-turbinage, d'une puissance installée de 120 MW, débit maximum de 490 m3/s.
La construction de l'usine commença en 1964 et s'acheva en 1969, l'exploitation commença avant l'achèvement, en 1968. En octobre 2011, la station fut rebaptisée Ronald B. Robie Thermalito Power Plant. Le jour de la Thanksgiving, le 22 novembre 2012, un incendie majeur se déclara dans un chemin de câbles de niveau inférieur de l'usine qui força l'arrêt immédiat. L'achèvement des réparations et des mises à niveau était prévu pour la fin de 2018.

### Thermalito Afterbay

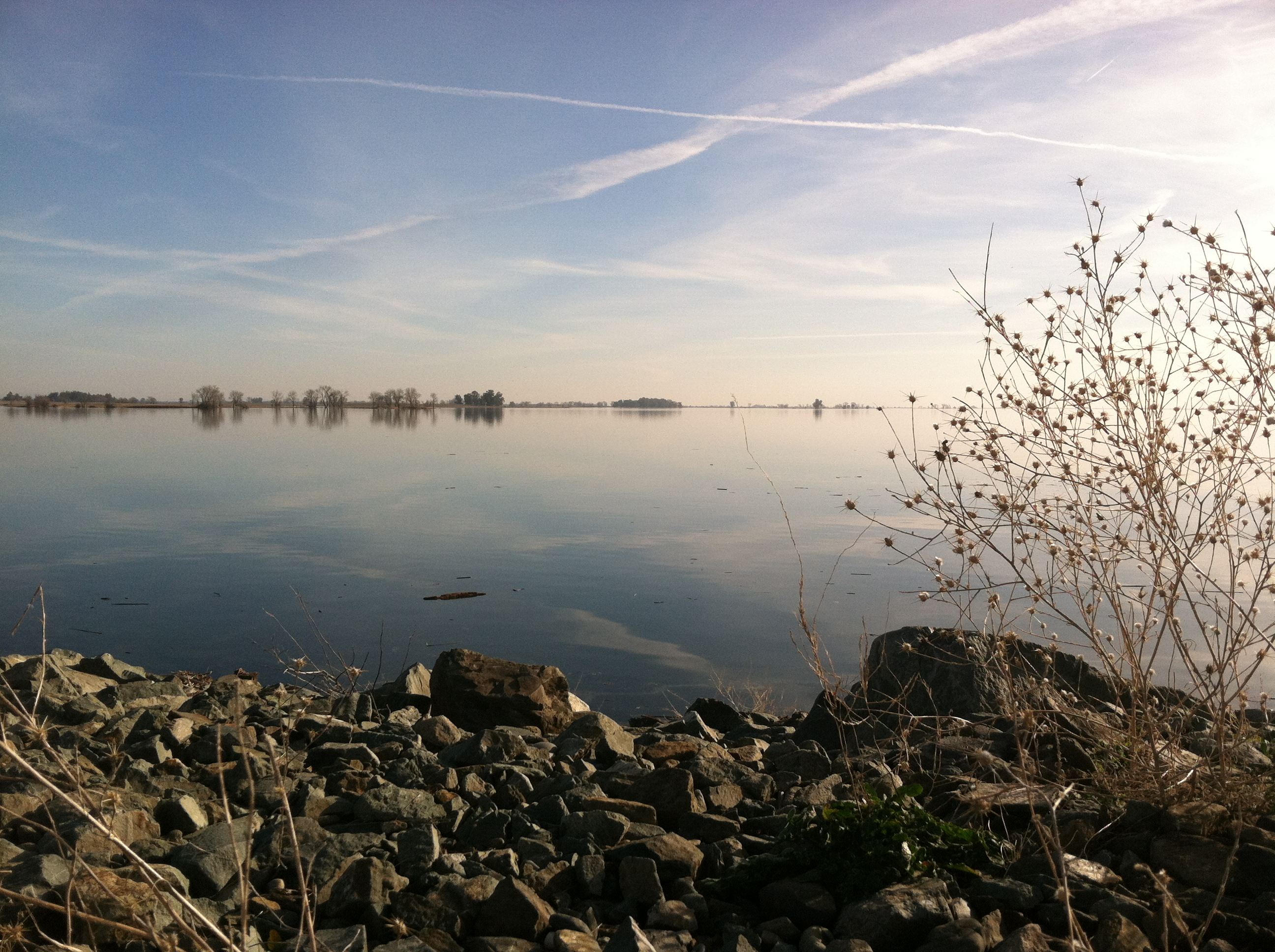
Partie de la coupe sud de la baie secondaire de Thermalito, au large de la réserve faunique d'Oroville.

Le bassin aval (Thermalito Afterbay) est un réservoir beaucoup plus grand que celui du bassin de mise en charge, et il se trouve à seulement 2 milles (3,2 kilomètres) au sud-ouest en queue du bassin de mise en charge, avec un canal de 9 100 pieds (2 774 mètres)seulement  les reliant. L'Afterbay fournit le stockage de l'eau requise pour les opérations de pompage vers le lac Oroville, aide à réguler le système électrique, produit un débit contrôlé dans la rivière Feather en aval des installations d'Oroville–Thermalito, et fournit des loisirs dans la région. Il sert également de bassin de réchauffement pour l'approvisionnement en eau agricole des nombreux champs de riz et de céréales juste à l'ouest de l'Afterbay. L'Afterbay a un stockage opérationnel maximum de 70 360 000 m3, une superficie d'eau de 17 km2 max. de stockage, et un rivage de 26 miles (en stockage maximum opérationnel). Le barrage Thermalito Afterbay, avec 42 000 pieds (12 802 mètres) de long, est la plus longue crête du système California State Water Project. La construction de l'Afterbay commença en 1965 et s'acheva en 1968.

### Barrage à poissons
39°31′13″N 121°32′51″W / 39.52028°N 121.54750°W
Le barrage-barrière, situé juste à côté et juste en amont de l'écloserie de Feather River, sert à détourner les poissons du courant principal et à les placer dans une échelle à poissons qui mène à l'écloserie. Les débits sur le barrage-barrière sont contrôlés par les rejets au déversoir du barrage Oroville et au barrage de dérivation Thermalito. Le barrage barrière empêche les poissons d'entrer dans le lac et les guide vers l'échelle à poissons. Le barrage-barrière mesure 91 pieds (28 mètres) haut et a une longueur de crête de 600 pieds (183 mètres). Le barrage fut construit en 1962 et achevé en 1964.

### Écloserie de poissons de Feather River
39°31′04″N 121°33′15″W / 39.51778°N 121.55417°W
Accompagnant la construction du barrage d'Oroville au début des années 1960, L'écloserie de la rivière Feather (Feather River Fish Hatchery)  fut construite pour compenser les frayères perdues du retour du saumon et de la truite arc- en-ciel. Le saumon et la truite arc-en-ciel élevés à l'écloserie sont transportés dans des réservoirs oxygénés à température contrôlée et relâchés dans les rivières Feather et Sacramento, le lac Oroville et/ou dans le delta près de la région de la baie de San Francisco. Ces poissons représentent environ 20 pour cent des prises de la pêche sportive et commerciale dans l'océan Pacifique. Des saumons d'écloserie sont également implantés dans le lac Oroville. Le premier saumon et la truite arc-en-ciel sont entrés dans l'écloserie en septembre 1967. Aujourd'hui, l'installation accueille en moyenne 8 000 poissons. La Feather River Fish Hatchery fut construite entre 1966 et 1967.